# 가시바르카주

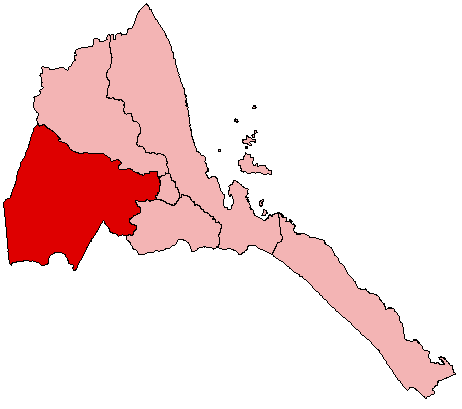
가시바르카주

가시바르카주(티그리냐어: ጋሽ-ባርካ)는 에리트레아 서남부에 위치한 주(州)로, 주도는 바렌투이며 인구는 564,574명, 면적은 33200km2다.